# Архангелска област
Архангелска област е субект на Руската федерация, като влиза в състава на Северозападния федерален окръг и Северния икономически район. Площ 413 103 km2 (без територията на Ненецкия автономен окръг, 12-о място в Руската Федерация, 2,41% от нейната площ). Население на 1 януари 2017 г. 1 121 813 души (без населението на Ненецкия автономен окръг, 48-о място в Руската Федерация, 0,76% от нейното население). Административен център град Архангелск. Разстояние от Москва до Архангелск 1133 km.
Образувана е на 23 септември 1937 г., а преди Октомврийската революция е Архангелска губерния, като в състава ѝ влиза Ненецкия автономен окръг.

## Географска характеристика

### Географско положение, граници, големина
Разположена е в северната част на Европейска Русия, в североизточната част на Източноевропейската равнина, като включва архипелазите в Северния Ледовит океан: Земя на Франц Йосиф, Нова Земя, Соловецки острови, остров Вайгач и др. На североизток граничи с Ненецкия автономен окръг, на изток – с Република Коми, на юг – с Кировска и Вологодска област, на запад – с Република Карелия, а на север се мие от водите на Северния Ледовит океан – Бяло море, Баренцево море, Карско море, Печорско море. В тези си граница заема площ от 413 103 km2 (без територията на Ненецкия автономен окръг, 12-о място в Руската Федерация, 2,41% от нейната площ).

### Релеф
Централните части на областта (между Тиманското възвишение на изток и река Онега на запад) са заети от вълниста равнина, разчленена от широките долини на реките Северна Двина, Пинега, Мезен и др. между които са разположени отделни платообразни, на места хълмисти участъци на заблатените вододели между тези реки с височини 150 – 270 m (Коношко и Няндомско възвишения, Беломоро-Кулойско плато и др.). В междуречието на Онега и Северна Двина и в басейна на река Кулой са развити карстови форми. В северозападната част на областта се простира възвишението Ветрен Пояс (височина до 344 m), а на изток – северозападната част на възвишението Тимански кряж (височина до 303 m). Максималната височина на Архангелска област от 1547 m се намира на Северния остров на архипелага Нова Земя.

### Полезни изкопаеми
В областта има залежи на нефт, природен газ, торф и най-вече значителни находища на гипс (най-голямото в страната – Звозско находище). В южната част на Архангелска област (Солвичегодск и Коряжма) има мощни пластове от каменна сол. Северно от гр. Архангелск е открито и проучено голямо находище от диаманти.

### Климат
Климатът на Архангелска област е суров. Средната януарска температура в Архангелск е -12,5 °C, в Котлас -14 °C. Средната юлска течпература се понижава от 16,5 – 17 °C на юг до 8 – 10 °C на север. По крайбрежието на Бяло море 40 – 60 дни в годината са мъгливи и е характерно силно променливо време. Годишната сума на валежите се променя от 300 – 400 mm на север до 500 – 550 mm на юг. В северните части е разпространена вечно замръзналата почва.

### Води
Речната мрежа на Архангелска област е представена от 71 776 реки и потоци (с дължина над 1 km) с обща дължина 250 660 km. Над 95% от територията на областта се отнася към водосборния басейн на Северния Ледовит океан, а останалите 5% – към водосборния басейн на Балтийско море. Към водосборния басейн на Северния Ледовит океан, водосборния басейн на Бяло море се отнасят най-големите реки в областта са: Северна Двина (с притоците си Вичегда, Пинега и Ваг), Онега, Мезен (с притоците си Пьоза и Вашка). На запад протичат няколко малки реки, принадлежащи към водосборния басейн на река Нева, вливаща се в Балтийско море.
Речната мрежа на областта е сравнително равномерно разпределена, което е свързано с прекомерното овлажняване и относително еднородните природни условия на голяма част от територията. Голяма част от реките са с равнинен характери, спокойно течение, широки долини със заливни и надзаливни тераси. Подхранването им е смесено с преобладаване на снежното (над 50%), а късите реки в архипелага Нова Земя са с ледниково подхранване. За реките в областта е характерно ясно изразено пролетно пълноводие, лятно-есенно маловодие, прекъсвано епизодично от прииждания причинени от поройни дъждове и ясно изразено зимно маловодие. Реките в региона замръзват в края на октомври или началото на ноември, а се размразяват в края на април или началото на май, като размразяването много често е съпроводено с катастрафални наводнения.
На територията на Архангелска област има над 74 хил. естествени и изкуствени езера с обща площ около 4,6 хил.km2 и са разположени предимно в западната ѝ част. По-голямата част от езерата са с ледников произход, но има и карстови, крайречни и блатни. Най-големите естествени езера в абластта са: Лача и Воже на запад и Голцово езеро на Южния остров на Нова Земя. Блатата заемат 14,1% от територията на Архангелска област с обща площ 58 233 km2 и тук се намират едни от най-големите блатни системи в Европейска Русия.

### Почви, растителност, животински свят
В условията на равнинен релеф е ясно изразена поясната зоналност на почвено-растителната покривка. На север е зоната на тундрата, поделяща се на три подзони: арктическа тундра, мъхово-лишейникова и храстовидна тундра. Почвите са тундрово-мъхови и тундрово-блатни. Зоната на лесотундрата се характеризира със съчетания на редки гори и безлесни тундрови участъци и преобладаване на тундрово-мъхови и слабоподзолисти почви. Горските територии заемат около 50% от територията на Архангелска област, като голяма част от областта попада в пределите на северната и средна тайга. Главни растителни видове са смърча и бора, а на изток широко е разпространена лиственица и ела. В северната тайга (до 64° с.ш.) горите се отличават с ниска продуктивност, като обширни площи са заети от сфагови блата, почвите са подзолисто-мъхови и торфено-блатни. В средната тайга горската продуктивност е по-висока, почвите са подзолисти, подзолисто-блатни, на места (на югозапад) ливадно-подзористи. По долините на реките големи площи са заети от ливади и пасища.
Животинския свят има предимно промишлено значение. Тук обитават: полярна лисица, северен елен, тундрова и бяла гъска, бялка, бял заек, лисица, мечка, вълк и различни видове прелетни птици.

## Население
На 1 януари 2017 г. населението на Архангелска облост наброява 1 121 813 души (без населението на Ненецкия автономен окръг, 48-о място в Руската Федерация, 0,76% от нейното население).с гъстота 3,2/km2 и урбанизация 75,17%.

## Административно-териториално деление
В административно-териториално отношение Архангелска област се дели на 7 областни градски окръга, 21 муниципални района, 13 града, в т.ч. 6 града с областно подчинение (Архангелск, Коряжма, Котлас, Новодвинск, Онега и Северодвинск), 6 града с районно подчинение и 1 град с особен статут и 16 селища от градски тип.
| Административна единица | Площ (km2) | Население (2017 г.) | Административен център | Население (2017 г.) | Разстояние до Архангелск (в km) | Други градове и сгт с районно подчинение |
| ----------------------- | ---------- | ------------------- | ---------------------- | ------------------- | ------------------------------- | ---------------------------------------- |
| Областни градски окръзи |            |                     |                        |                     |                                 |                                          |
| A. Архангелск           | 294        | 358 954             | гр. Архангелск         | 351 488             |                                 |                                          |
| B. Коряжма              | 22         | 37 092              | гр. Коряжма            | 37 092              | 835                             |                                          |
| C. Котлас               | 79         | 74 688              | гр. Котлас             | 61 902              | 801                             | Вичегодски                               |
| D. Мирни                | 1762       | 32 175              | гр. Мирни              | 32 175              | 320                             |                                          |
| E. Онега                | 164        | 19 381              | гр. Онега              | 19 381              | 263                             |                                          |
| F. Северодвинск         | 1193       | 185 042             | гр. Северодвинск       | 183 996             | 35                              |                                          |
| G. Новодвинск           | 41         | 38 735              | гр. Новодвинск         | 38 735              | 20                              |                                          |
| Муниципални райони      |            |                     |                        |                     |                                 |                                          |
| 14. Велски              | 10 056     | 49 846              | гр. Велск              | 22 776              | 542                             | Кулой                                    |
| 9. Верхнетоемски        | 20 421     | 13 660              | с. Верхная Тойма       | 3390                | 967                             |                                          |
| 19. Вилегодски          | 4691       | 9834                | с. Илинско-Подомское   | 3254                | 892                             |                                          |
| 8. Виноградовски        | 12 561     | 14 226              | сгт Березник           | 5414                | 276                             |                                          |
| 10. Каргополски         | 10 127     | 17 143              | гр. Каргопол           | 10 055              | 427                             |                                          |
| 13. Коношки             | 8460       | 22 028              | сгт Коноша             | 10 969              | 423                             |                                          |
| 18. Котласки            | 6262       | 19 386              | гр. Котлас             |                     | 801                             | гр. Солвичегодск, Приводино, Шипицино    |
| 16. Красноборски        | 9474       | 12 008              | с. Красноборск         | 4771                | 856                             |                                          |
| 17. Ленски              | 10 664     | 11 431              | с. Яренск              | 4441                | 1011                            | Урдома                                   |
| 4. Лешуконски           | 28 084     | 6622                | с. Лешуконское         | 4760                | 393                             |                                          |
| 3. Мезенски             | 34 410     | 9049                | гр. Мезен              | 3287                | 273                             | Каменка                                  |
| 11. Няндомски           | 8093       | 26 570              | гр. Няндома            | 20 143              | 338                             |                                          |
| 1. Онежки               | 23 756     | 30 762              | гр. Онега              |                     | 263                             | Малошуйка                                |
| 5. Пинежки              | 32 116     | 22 468              | с. Карпогори           | 4667                | 219                             |                                          |
| 7. Плесецки             | 26 058     | 41 180              | сгт Плесецк            | 10 231              | 213                             | Обозерски, Савински, Североонежск        |
| 2. Приморски            | 46 134     | 25 639              | гр. Архангелск         |                     |                                 |                                          |
| 15. Устянски            | 10 724     | 26 937              | сгт Октябърски         | 9161                | 605                             |                                          |
| 6. Холмогорски          | 16 827     | 21 005              | с. Холмогори           | 4343                | 75                              |                                          |
| 12. Шенкурски           | 11 298     | 12 759              | гр. Шенкурск           | 4847                | 697                             |                                          |
| 20. Нова Земя           | 83 000     | 2934                | сгт Белушая Губа       | 2405                | няма                            |                                          |
| 21. Соловецки           | 3          | 948                 | сгт Соловецки          | 860                 | няма                            |                                          |

## Икономика
В Архангелска област е развита риболовна, горска, дървообработваща и целулозно-хартиена промишленост, машиностроене. Основни промишлени центрове в областта са: Архангелск, Северодвинск, Котлас, Новодвинск, Коряжма, Велск.
В селското стопанство областта е специализирана в животновъдство, лов и риболов. Отглежда се едър рогат добитък, свине, овци, кози, птици, елени; зърнени култури, картофи, зеленчуци.
| хиляди хектара | 331 | 295,1 | 273,3 | 215,6 | 134,5 | 104,4 | 77 |

На територията на областта се намира космодрумът Плесецк.